# ソリティアDSi
ソリティアDSiは、任天堂から2009年1月28日にニンテンドーDSiウェアとして発売されたトランプゲームである。ソリティアと呼ばれる一人用トランプのうち2種類を収録。

## 収録ゲーム
- スパイダー
- クロンダイク

どちらも難易度を選択することができる。スパイダーは、難易度をクリアしていくごとに、さらに難しい難易度を選べるようになる。　

## 難易度
- スパイダー

やさしい -
場札が8列 マークが1種類
普通 -
場札が8列 マークが2種類
難しい -
場札が10列 マークが2種類（普通をクリアすると選べるようになる）
すごく難しい -
場札が10列 マークが4種類（難しいをクリアすると選べるようになる）
- クロンダイク

やさしい -
場札の空いている列にどのカードを置くこと
ができる。
難しい -
場札の空いている列にKしか置けない。

## その他
- ゲーム中に電源ボタンを押すと、次回起動時そこから遊べる（いわゆるオートセーブ）。
- 上画面には、今日あそんだ時間が表示されている。
- ニンテンドーDSiメニューのソリティアDSiのアイコンには、勝った数が表示されている。
- ニンテンドー3DS用ソフト『東北大学加齢医学研究所 川島隆太教授監修 ものすごく脳を鍛える5分間の鬼トレーニング』には本作のゲームが題名を変え（クロンダイクが赤黒赤黒、スパイダーが同色整列）、脳トレとして収録されている。